# Giardioza
Giardioza, lamblioza (łac. giardiosis) – choroba pasożytnicza jelita cienkiego wywoływana przez pierwotniaki z gatunku Giardia intestinalis (ogoniastek jelitowy). Inne łacińskie nazwy tego pasożyta to Giardia duodenalis oraz, stosowana głównie w Stanach Zjednoczonych, Giardia lamblia. Występuje w umiarkowanych szerokościach geograficznych, tak samo często w krajach wysoko rozwiniętych, jak i rozwijających się.

## Epidemiologia
Ogoniastek jelitowy należy do wiciowców. Jest jednym z ewolucyjnie najstarszych eukariontów i pierwszym pierwotniakiem pasożytniczym zauważonym pod mikroskopem przez Leeuwenhoeka. Występuje w postaci trofozoitów i cyst. Do zakażenia lambliami dochodzi w wyniku połknięcia cyst. Cysty te są wielkości 8–12 μm, kształtu owalnego i odróżniają się od cyst innych pierwotniaków charakterystycznym odstawaniem zawartości cysty od otoczki, biegunowym ułożeniem 4 jąder i filamentami. Są usuwane okresowo z organizmu wraz z kałem, lecz nieregularnie i w zmiennych ilościach, zaczynając już 6–15 dni po zarażeniu. W jednym wypróżnieniu może znajdować się ich wiele milionów. Szczególnie korzystne warunki do rozprzestrzeniania się zakażenia występują, gdy fekalia mają kontakt z wodą pitną. Woda pobierana z głębszych warstw jest pozbawiona cyst (zostają zatrzymane w warstwie piasku w glebie lub na filtrach piaskowych w wodociągach), ale wody powierzchniowe stanowią rezerwuar zarazków. Szczególnie zagrożone są przydomowe studnie, korzystające z wód podskórnych (często przeciekają do nich fekalia z przydomowych osadników ścieków), wody w rzekach, jeziorach (nawet te najczystsze w górach). Ogoniastek jelitowy może też być przenoszony bezpośrednio między ludźmi. Możliwe jest również zarażenie się człowieka od chorego psa lub kota, jak również psa lub kota od chorego człowieka.

## Objawy i przebieg
Najczęściej zakażenie przebiega bezobjawowo. Objawy ostrego zakażenia występują po okresie od 1 tygodnia do 3 tygodni, są niejednoznaczne i zależne od wieku i stanu wydolności układu odpornościowego, a także rodzaju szczepu lamblii. U dorosłych występują nudności, brak apetytu, gwałtowne, wodniste, sfermentowane stolce, gazy, niewielka gorączka, wzdęcia, kurczowe bóle brzucha, niekiedy w okolicy pęcherzyka żółciowego, bóle głowy, zmęczenie, bezsenność, reakcje uczuleniowe z różnego rodzaju wysypką i stany podgorączkowe. U dzieci zwykle występuje wodnista biegunka. U psów i kotów objawia się wymiotami, cuchnącymi zielono-brązowymi biegunkami, konsystencji od rozluźnionej do wodnistej, niekiedy krwistymi, chudnięciem, brakiem apetytu. Chorują zwykle młode zwierzęta, w wieku do 12 miesięcy. W późniejszym wieku przebieg zarażenia jest zazwyczaj bezobjawowy.
U dzieci lamblie powodują zaburzenia w trawieniu tłuszczów i węglowodanów, co łącznie z niedoborem witamin i utratą białka w czasie biegunki prowadzi do niedożywienia i upośledzenia rozwoju fizycznego.
Lamblie stwierdza się badaniem kału lub treści dwunastniczej. Jedno badanie kału wykrywa około 60% zarażeń, natomiast trzy badania blisko 90%.

## Rozpoznanie
Rozpoznanie stawiane jest na podstawie stwierdzenia obecności cyst w badaniu kału. W okresie ostrym jest ich dużo, ale wtedy najczęściej nie jest postawiona właściwa diagnoza na podstawie niejasnych dolegliwości. W okresie przewlekłym pojedyncze badanie może nie przynieść rezultatów, ponieważ cysty wydalane są okresowo i w różnych, czasem małych ilościach. W związku z tym wykonuje się serię badań, jeśli pierwsze nie przyniesie potwierdzenia. Diagnozę stawia się również na podstawie testów (materiałem do badania jest kał) na antygeny lamblii, testów immunofluoroscencji i ELISA. W medycynie weterynaryjnej stosuje się najczęściej szybkie testy paskowe ELISA do wykrywania jednego z białek trofozoitu, flotację i oglądanie preparatu w powiększeniu 400x celem znalezienia cyst, zastosowanie ma również ocena preparatów mikroskopowych z próbek wymiocin, kału czy żółci pod kątem obecności trofozoitów, jednakże warto zauważyć, że z racji dużej wrażliwości na warunki środowiskowe trofozoity są możliwe do znalezienia jedynie w świeżym, biegunkowym kale. Zastosowanie w diagnostyce ma również reakcja łańcuchowa polimerazy. Jedną z najskuteczniejszych metod jest oznaczanie przeciwciał IgG oraz IgM, skierowanych przeciw lamblii, w surowicy chorego. Badanie to ma bardzo dużą czułość jednak nie nadaje się do kontrolowania przebiegu choroby np. w celu potwierdzenia wyleczenia, gdyż przeciwciała mogą utrzymywać się w wysokich mianach przez okres nawet do pół roku po wyleczeniu.

## Leczenie
Leczenie powinno objąć nie tylko osoby chore (mające objawy), ale i bezobjawowych nosicieli, u których wykryto pasożyty. Zapobiega to rozprzestrzenianiu się infekcji. Dlatego jeśli u jednego członka rodziny stwierdza się giardiozę, należy wykonać testy u pozostałych i wykluczyć zakażenie lub potwierdzić i podjąć leczenie. Często nie leczy się kobiet w ciąży i karmiących piersią ze względu na działania uboczne leków. Lekiem z wyboru jest tinidazol, stosowany w doustnej dawce jednorazowej 2 g, lub 50 mg/kg m.c. u dzieci. Skuteczny jest również metronidazol stosowany doustnie w dawce 250 mg 4 razy dziennie przez 5 do 7 dni lub 2 g raz dziennie przez 3 kolejne dni; lekiem stosowanym często u dzieci jest furazolidon (jedyny zarejestrowany w Stanach Zjednoczonych przez Agencję Żywności i Leków do leczenia giardiozy, obecnie jednak wycofany). Stosuje się również, w przypadkach oporności na leczenie innymi terapeutykami, kwinakrynę. Skuteczne są albendazol, bacytracyna, neomycyna azytromycyna, nifuratel, nitazoksanid oraz paromomycyna, która jako jedyna dopuszczona jest do leczenia kobiet w ciąży. Aktywność przeciw lamblii wykazują również tymol zawarty w olejkach eterycznych (np. olejek tymiankowy, oregano), oraz eugenol (zawarty w goździkach), przy czym nie były one klinicznie badane na ludziach w leczeniu giardiozy i nie istnieją oficjalne wytyczne dotyczące ich stosowania ani dane o skuteczności leczenia.
W przypadku braku skuteczności leczenia powinno się oznaczyć poziom immunoglobulin pacjenta, zbyt niski ich poziom może być powodem nieskuteczności terapii. W przypadku szczepów opornych na działanie nitroimidazoli często skuteczne okazuje się zastosowanie terapii mieszanej np. albendazol i metronidazol. W ciągu ostatnich lat notuje się wzrost oporności na nitroimidazole. Z danych opublikowanych przez ESCMID wynika, że oporność na leczenie giardiozy przy użyciu nitroimidazoli u pacjentów przyjętych przez szpital chorób tropikalnych w Londynie wyniosła: w 2008 roku 15,1%, w 2011 roku 20,6%, a w 2013 roku 40,2%. Znacząca część pacjentów (39%), u których terapia zawiodła w wywiadzie wspomniała o podróży do Indii. Wszyscy pacjenci, którzy następnie leczeni byli zestawem leków zawierających kwinakrynę zostali wyleczeni.
W przypadku wykrycia trofozoitów u zwierzęcia leczeniem powinno się objąć nie tylko chore zwierzę, ale również wszystkich pozostałych domowników (ludzi i inne zwierzęta). Spośród znanych genotypów A–G giardii jedynie A i B są patogenne zarówno dla ludzi, jak i psów i kotów, dlatego w przypadku wykrycia giardii u zwierzęcia warto określić genotyp testem PCR. Z uwagi na powszechne stosowanie metronidazolu w leczeniu giardiozy u ludzi uodpornienie się szczepów pasożyta na ten lek jest znaczne, w związku z tym w leczeniu zwierząt lekiem pierwszego rzutu jest fenbendazol w dawce 50 mg/kg. W leczeniu psów i kotów stosuje się również metronidazol w dawce 15–20 mg/kg.

## Powikłania
Ze względu na specyficzny sposób „oszukiwania” układu immunologicznego przez ogoniastka jelitowego, polegający na produkcji fałszywych białek wprowadzających w błąd limfocyty,
monocyty wchłaniające je mogą zostać otoczone limfocytami, tworząc ziarniniaki, mogące umiejscawiać się w wątrobie. Może to również prowadzić do powikłań autoimmunologicznych, dlatego infekcji nie powinno się lekceważyć.